# Prix littéraires du Gouverneur général 2002
Liste des Prix littéraires du Gouverneur général pour 2002, chacun suivi des finalistes.

## Français

### Prix du Gouverneur général: romans et nouvelles de langue française
- Monique LaRue, La Gloire de Cassiodore
- Guy Demers, L'Intime
- Monique Proulx, Le Cœur est un muscle involontaire
- Hélène Vachon, La Tête ailleurs
- Pierre Yergeau, La Désertion

### Prix du Gouverneur général: poésie de langue française
- Robert Dickson, Humains paysages en temps de paix relative
- Anne-Marie Alonzo, ...et la nuit
- René Lapierre, Piano
- Paul-Marie Lapointe, Espèces fragiles
- Louise Warren, La Lumière, l'arbre, le trait

### Prix du Gouverneur général: théâtre de langue française
- Daniel Danis, Le Langue-à-Langue des chiens de roche
- Carole Fréchette, Jean et Béatrice
- Wajdi Mouawad, Rêves
- Reynald Robinson, L'Hôtel des Horizons
- Pierre-Michel Tremblay, Le Rire de la mer

### Prix du Gouverneur général: études et essais de langue française
- Judith Lavoie, Mark Twain et la parole noire
- Claude Lévesque, Par-delà le masculin et le féminin
- Lucie K. Morisset, La Mémoire du paysage — Histoire de la forme urbain d'un centre-ville: Saint-Roch, Québec
- Élisabeth Nardout-Lafarge, Réjean Ducharme: une poétique du débris
- Émile Ollivier, Repérages

### Prix du Gouverneur général: littérature jeunesse de langue française - texte
- Hélène Vachon, L'Oiseau de passage
- Dominique Demers, Ta voix dans la nuit
- François Gravel, David et la maison de la sorcière
- Sylvain Meunier, Le Seul Ami
- Pierre Roy, Une tonne de patates!

### Prix du Gouverneur général: littérature jeunesse de langue française - illustration
- Luc Melanson, Le Grand Voyage de Monsieur
- Philippe Béha, La Reine rouge
- Jean-Marie Benoit, Le Voyage à l'envers
- Guy England, L'Ami perdu
- Mylène Pratt, Décroche-moi la lune

### Prix du Gouverneur général: traduction de l'anglais vers le français
- Paule Pierre-Noyart, Histoire universelle de la chasteté et du célibat
- Florence Bernard, F. R. Scott: une vie
- Jean Paré, La Révolution des droits
- Carole Sadelain, La Nature des économies

## Anglais

### Prix du Gouverneur général: romans et nouvelles de langue anglaise
- Gloria Sawai, A Song for Nettie Johnson
- David Bergen, The Case of Lena S.
- Ann Ireland, Exile
- Wayne Johnston, The Navigator of New York
- Carol Shields, Unless

### Prix du Gouverneur général: poésie de langue anglaise
- Roy Miki, Surrender
- Tammy Armstrong, Bogman's Music
- Colin Browne, Ground Water
- Kathy Mac, Nail Builders Plan for Strength and Growth
- Erin Mouré, O Cidadán

### Prix du Gouverneur général: théâtre de langue anglaise
- Kevin Kerr, Unity (1918)
- Claudia Dey, The Gwendolyn Poems
- Lorena Gale, Je me souviens
- Michael Lewis MacLennan, The Shooting Stage

### Prix du Gouverneur général: études et essais de langue anglaise
- Andrew Nikiforuk, Saboteurs: Wiebo Ludwig's War Against Big Oil
- Carolyn Abraham, Possessing Genius: The Bizarre Odyssey of Einstein's Brain
- Jill Frayne, Starting Out in the Afternoon: A Mid-Life Journey into Wild Land
- Stephen Henighan, When Words Deny the World: The Reshaping of Canadian Writing
- Don McKay, Vis à Vis: Fieldnotes on Poetry and Wilderness

### Prix du Gouverneur général: littérature jeunesse de langue anglaise - texte
- Martha Brooks, True Confessions of a Heartless Girl
- Alan Cumyn, The Secret Life of Owen Skye
- Deborah Ellis, Parvana's Journey
- John Lekich, The Losers' Club
- Karen Levine, Hana's Suitcase

### Prix du Gouverneur général: littérature jeunesse de langue anglaise - illustration
- Wallace Edwards, Alphabeasts
- Brian Deines, Dragonfly Kites/pimihákanisa
- Marie-Louise Gay, Stella, Fairy of the Forest
- Roger Girard, When Pigs Fly
- Janie Jaehyun Park, The Tiger and the Dried Persimmon

### Prix du Gouverneur général: traduction du français vers l'anglais
- Nigel Spencer, Thunder and Light
- Sheila Fischman, Twelve Opening Acts
- Linda Gaboriau, Impromptu on Nun's Island
- Liedewy Hawke, The Milky Way
- Lazer Lederhendler, Larry Volt